# Saně na Zimních olympijských hrách 2022
Závody na saních na Zimních olympijských hrách 2022 probíhají od 5. do 10. února 2022 na bobové a sáňkařské dráze Xiaohaituo v Číně.

## Program
Program podle oficiálních stránek.
| Den   | Datum          | Zahájení (UTC+8) | Zahájení (SEČ) | Závod                           |
| ----- | -------------- | ---------------- | -------------- | ------------------------------- |
| den 2 | 5. února 2022  | 19:10            | 12:10          | jednotlivci muži, jízdy 1 a 2   |
| den 3 | 6. února 2022  | 19:30            | 12:30          | jednotlivci muži, jízdy 3 a 4   |
| den 4 | 7. února 2022  | 19:50            | 12:50          | jednotlivkyně ženy, jízdy 1 a 2 |
| den 5 | 8. února 2022  | 19:50            | 12:50          | jednotlivkyně ženy, jízdy 3 a 4 |
| den 6 | 9. února 2022  | 20:20            | 13:20          | dvojice muži, jízdy 1 a 2       |
| den 7 | 10. února 2022 | 21:30            | 14:30          | týmová štafeta                  |

## Medailové pořadí zemí
| Pořadí | Země                | Zlato | Stříbro | Bronz | Celkově |
| ------ | ------------------- | ----- | ------- | ----- | ------- |
| 1.     | Německo (GER)       | 4     | 2       | 0     | 6       |
| 2.     | Rakousko (AUT)      | 0     | 2       | 1     | 3       |
| 3.     | Itálie (ITA)        | 0     | 0       | 1     | 1       |
| 3.     | Sportovci ROV (ROC) | 0     | 0       | 1     | 1       |
| 3.     | Lotyšsko (LAT)      | 0     | 0       | 1     | 1       |
|        | Celkem              | 4     | 4       | 4     | 12      |

## Medailisté

### Muži
| Disciplína  | Zlato                                      | Výkon    | Stříbro                                       | Výkon    | Bronz                                        | Výkon    |
| ----------- | ------------------------------------------ | -------- | --------------------------------------------- | -------- | -------------------------------------------- | -------- |
| jednotlivci | Johannes Ludwig · Německo (GER)            | 3:48,735 | Wolfgang Kindl · Rakousko (AUT)               | 3:48,895 | Dominik Fischnaller · Itálie (ITA)           | 3:49,686 |
| dvojice     | Tobias Wendl · Tobias Arlt · Německo (GER) | 1:56,554 | Toni Eggert · Sascha Benecken · Německo (GER) | 1:56,653 | Thomas Steu · Lorenz Koller · Rakousko (AUT) | 1:57,065 |

### Ženy
| Disciplína    | Zlato                                   | Výkon    | Stříbro                           | Výkon    | Bronz                                   | Výkon    |
| ------------- | --------------------------------------- | -------- | --------------------------------- | -------- | --------------------------------------- | -------- |
| jednotlivkyně | Natalie Geisenbergerová · Německo (GER) | 3:53,454 | Anna Berreiterová · Německo (GER) | 3:53,947 | Tatiana Ivanovová · Sportovci ROV (ROC) | 3:54,507 |

### Smíšené soutěže
| Disciplína       | Zlato                                                                                  | Výkon    | Stříbro                                                                           | Výkon    | Bronz                                                                               | Výkon    |
| ---------------- | -------------------------------------------------------------------------------------- | -------- | --------------------------------------------------------------------------------- | -------- | ----------------------------------------------------------------------------------- | -------- |
| smíšená družstva | Německo (GER) · Natalie Geisenbergerová · Johannes Ludwig · Tobias Wendl · Tobias Arlt | 3:03,406 | Rakousko (AUT) · Madeleine Egleová · Wolfgang Kindl · Thomas Steu · Lorenz Koller | 3:03,486 | Lotyšsko (LAT) · Elīza Tīrumaová · Kristers Aparjods · Mārtiņš Bots · Roberts Plūme | 3:04,354 |